# کیس (مجله)
کیس (キス Kisu) یک مجله ماهیانه جوسی مانگا ژاپنی است که توسط کودانشا منتشر می‌شود و در سال ۲۰۱۵، گزارش تعداد ۸۱٬۸۷۰ تیراژ داشته‌است. دفتر مرکزی مجله کیس در توکیو واقع شده‌است.